# Заозерье (Гатчинский район)
Заозе́рье (фин. Saaseri) — деревня в Гатчинском муниципальном округе Ленинградской области.

## История
Упоминается как пустошь Saoserie Ödhe в Орлинском погосте в шведских «Писцовых книгах Ижорской земли» 1618—1623 годов.
На карте Ингерманландии А. И. Бергенгейма, составленной по шведским материалам 1676 года, обозначена как деревня Saoserie.
На шведской «Генеральной карте провинции Ингерманландии» 1704 года как Sasseria.
Деревня Заозерье упоминается на карте Санкт-Петербургской губернии Я. Ф. Шмидта 1770 года.

ЗАОЗЕРЬЕ — деревня принадлежит графу Васильчикову, гвардии штабс-ротмистру, число жителей по ревизии: 67 м. п., 72 ж. п. (1838 год)

Согласно карте Ф. Ф. Шуберта в 1844 году деревня Заозерье насчитывала 20 крестьянских дворов.
На этнографической карте Санкт-Петербургской губернии П. И. Кёппена 1849 года она обозначена как деревня «Saseri», расположенная в ареале расселения савакотов. В пояснительном тексте к этнографической карте она записана как деревня Saseri (Заозерье), финское население которой по состоянию на 1848 год составляли савакоты — 43 м. п., 55 ж. п., всего 98 человек, а также присутствовало русское население, количество которого не указано.

ЗАОЗЕРЬЕ — деревня князя Васильчикова, по просёлочной дороге, число дворов — 26, число душ — 81 м. п.(1856 год)

ЗАОЗЕРЬЕ — деревня владельческая при озере Орлинском, число дворов — 30, число жителей: 76 м. п., 109 ж. п. (1862 год)

В деревне была деревянная православная часовня в честь Козьмы и Дамиана.
В конце XIX — начале XX века деревня административно относилась к Рождественской волости 2-го стана Царскосельского уезда Санкт-Петербургской губернии. Население деревни было смешанным — финско-русским.
Согласно данным переписи населения СССР 1926 года в деревне Заозерье Орлинского сельсовета Рождественской волости Троцкого уезда проживал 461 человек, большинство финны, а также русские. В 1928 году население деревни также составляло 461 человек.

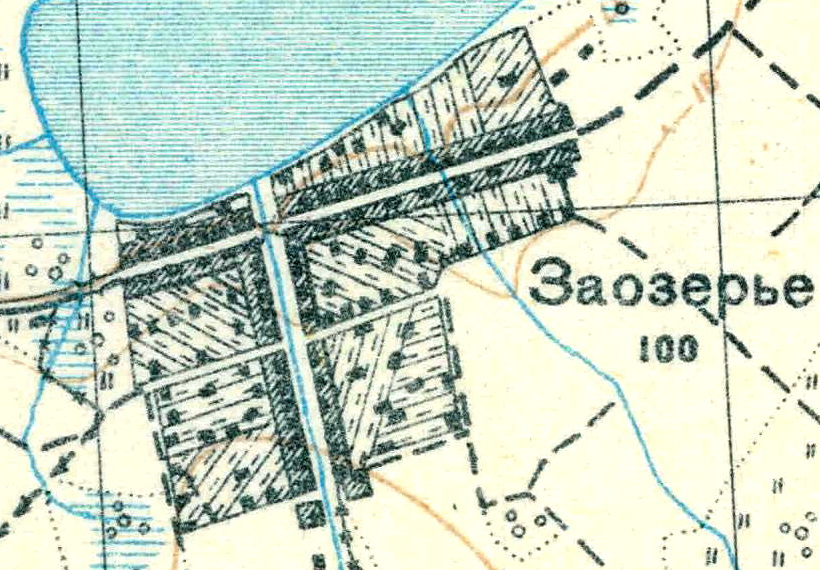
План деревни Заозерье. 1931 год

Согласно топографической карте 1931 года деревня насчитывала 100 дворов.
По данным 1933 года деревня Заозерье входила в состав Орлинского сельсовета Красногвардейского района.
C 1 августа 1941 года находилась в оккупации. Деревня была освобождена от немецко-фашистских оккупантов 31 января 1944 года.
В 1958 году население деревни составляло 275 человек.
По данным 1966, 1973 и 1990 годов деревня Заозерье входила в состав Орлинского сельсовета Гатчинского района.
В 1997 году в деревне проживали 55 человек, в 2002 году — также 55 человек (русские — 96%), в 2007 году — 45.

## География
Деревня находится в юго-западной части района на автодороге 41К-469 (Орлино — Заозерье).
Расстояние до административного центра поселения, посёлка городского типа Дружная Горка — 13 км.
Расстояние до ближайшей железнодорожной платформы Дивенская — 6 км.
Деревня находится на южном берегу Орлинского озера при впадении в него реки Дивенки, к юго-востоку от станции Строганово.

## Демография
| 1838 | 1848 | 1862 | 1928 | 1958 | 1997 | 2007 |
| ---- | ---- | ---- | ---- | ---- | ---- | ---- |
| 139  | ↘98  | ↗185 | ↗461 | ↘275 | ↘55  | ↘45  |
| 2010 | 2017 |      |      |      |      |      |
| ↗64  | ↘34  |      |      |      |      |      |

### Национальный состав
Согласно данным Всероссийской переписи населения 2021 года в деревне проживал 41 человек, из них:
 русские — 40, другие национальности — 1 человек.

## Транспорт
От Сиверского до Заозерья можно доехать на автобусе № 507.

## Достопримечательности и памятники
- Близ Заозерья на Орлинском озере находится самый северный могильник культуры псковских длинных курганов, оторванный от основного ареала культуры на десятки километров[30]. Ближайшей является насыпь в могильнике Рапти-Наволок II у Череменецкого озера в Лужском районе[31].
- Памятник на месте расстрела и сожжения 31 января 1944 года фашистскими захватчиками более 80-ти советских воинов 85-й Павловской Краснознамённой стрелковой дивизии[32].

## Фото

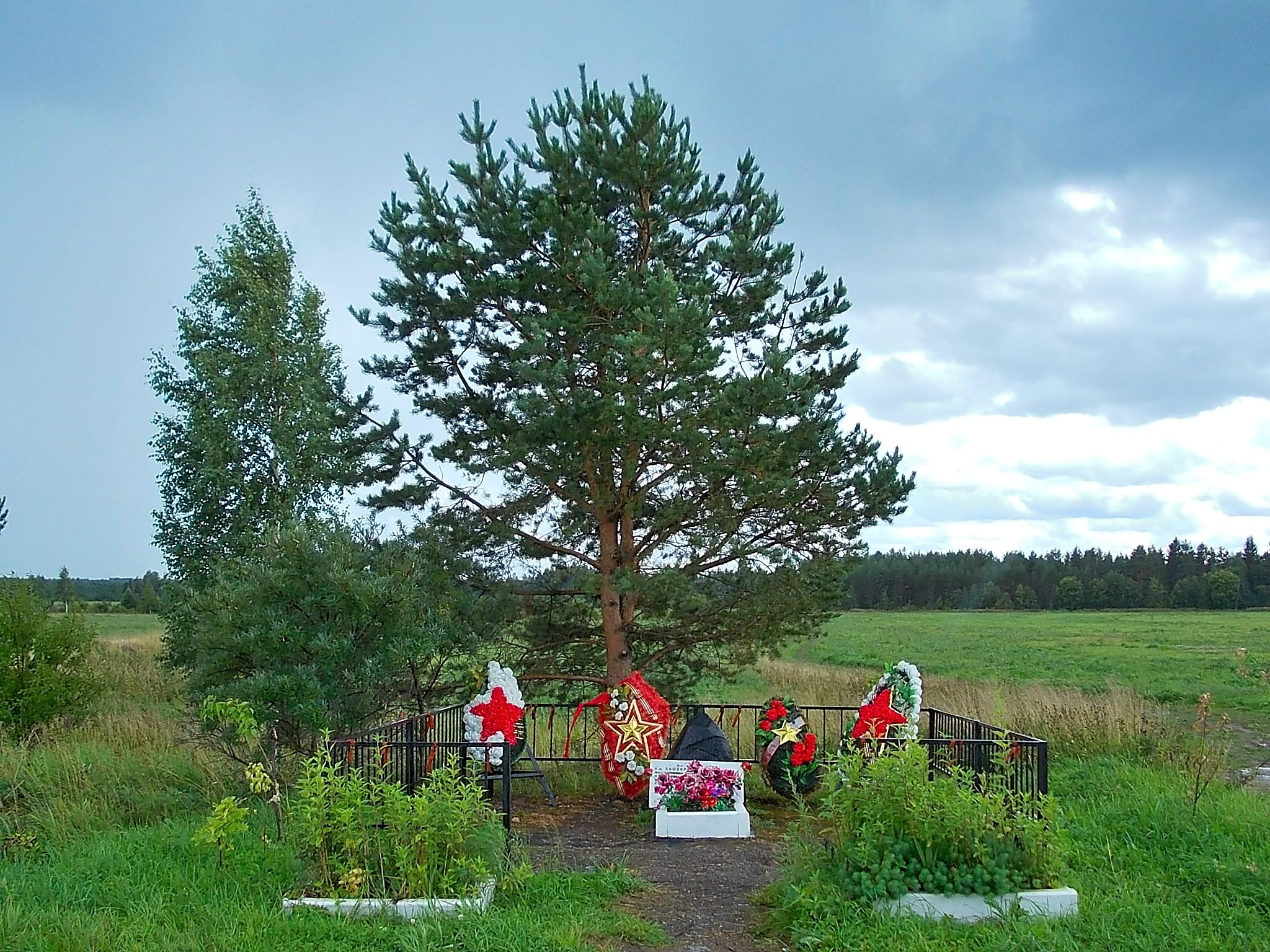
Воинский мемориал на окраине деревни
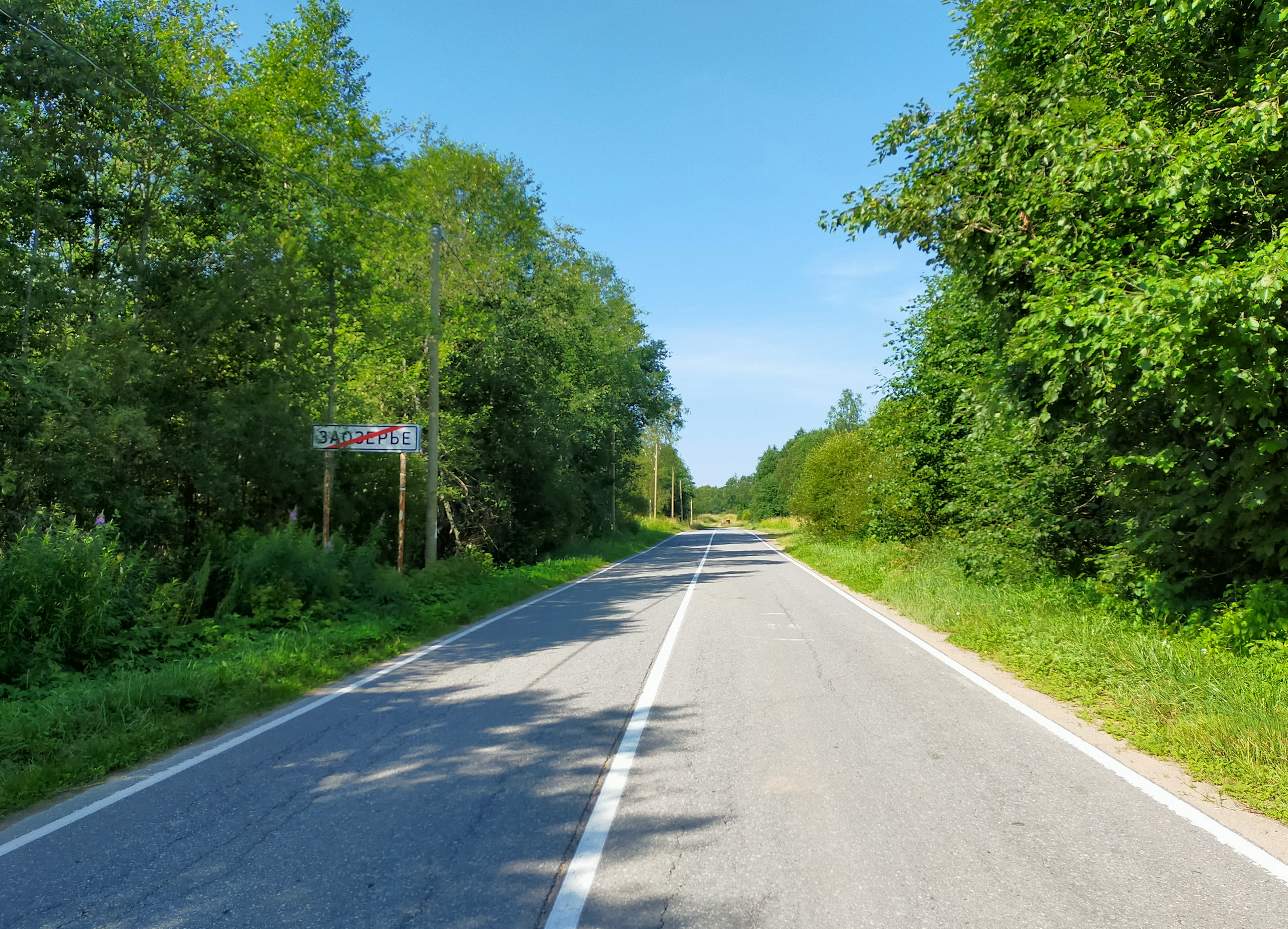
Дорожный знак на въезде в деревню

## Улицы
Новая, Полевая, Полевой переулок, Центральная.